# Комитет за рабочую демократию и международный социализм
Комитет за рабочую демократию и международный социализм (КРДМС) — одна из первых в современной России троцкистских организаций.

## Создание КРДМС
Создана Сергеем Биецом в 1990 году в качестве российской секции Комитета за рабочий интернационал (КРИ). КРДМС считал себя прямым преемником Союза большевиков-ленинцев, основанного Львом Троцким в 1928 году. Организация занималась распространением своих агитматериалов и активно участвовала в событиях 1991 и 1993 годов в Москве, выступала против введения «антирабочего» Кодекса законов о труде. Комитет издавал газету «Рабочая демократия». В 1993 году в организации произошёл раскол по вопросу о членстве в КРИ. В итоге, образовалось две группы с одинаковым названием. Организация Биеца неформально называлась КРДМС(Б), секция КРИ же, издававшая газету «Militant», называлась КРДМС(М).

## КРДМС(М)
Российская секция КРИ в 1998 году изменила название на Социалистическое сопротивление, а газета — на «Левый авангард».

## КРДМС Биеца
Члены организации выступили за создание «революционной рабочей партии», не связанной ни с какими международными структурами. КРДМС начал объединительную дискуссию с Марксистской рабочей партией, в рамках которой прошло несколько семинаров, посвящённых классовой природе СССР. Однако объединение так и не состоялось. В 1998 году на Шестом съезде КРДМС в Москве один из лидеров организации Сергей Биец выступил с предложением войти в состав Комитета за Марксистский интернационал (КМИ). Его предложение тогда не нашло поддержки.
В январе 1999 года в состоялся Седьмой съезд, на котором организация приняла решение о вступлении в КМИ. На этом же съезде КРДМС был переименован в Революционную рабочую партию. На этом же съезде из организации был исключён Борис Стомахин.

## Возвращение к историческому названию
4 сентября 2024 года Революционная Рабочая Партия ввиду тактических разногласий между группами распустилась на три независимые друг от друга организации. Одна из них, решением оставшихся членов РРП, приняла старое историческое название партии — Комитет за Рабочую Демократию и Международный Социализм, опубликовав следующее заявление:
Недавняя череда расколов в Революционной Рабочей Партии вызвана фундаментальными политическими разногласиями, не подразумевающими компромисс. Мы вынуждены констатировать, что оставшиеся группы активистов — не партия. Поэтому мы заявляем о прекращении деятельности Революционной Рабочей Партии.

Оставаясь коммунистами и осознавая необходимость продолжения политической борьбы за освобождение рабочего класса в любых условиях, мы — бывшие члены РРП, солидарные по взглядам между собой — принимаем историческое название нашей организации — Комитет за Рабочую Демократию и Международный Социализм (КРДМС).